# Mycodrosophila serrata
Mycodrosophila serrata är en tvåvingeart som beskrevs av Toyohi Okada 1986. Mycodrosophila serrata ingår i släktet Mycodrosophila och familjen daggflugor. Inga underarter finns listade i Catalogue of Life.